# 金钱松
金钱松（学名：Pseudolarix amabilis）为松科下金钱松属（学名：Pseudolarix）下的唯一的种，分布于中国中部和东南部。属名Pseudolarix是源于希腊语pseudes（假的）和larix（落叶松属）的合成词。

## 形態
落葉喬木，高約40米，直徑1.5米。樹幹直，樹皮為粗糙灰褐色，有不規則鱗片狀分裂。葉線形，柔軟，長2-5.5厘米，寬1.5-4毫米，先端尖或銳尖，淡綠色，秋季後變金黃色，中脈明顯，每邊有5-14條氣孔線；枝分長枝與短枝兩種類型，長枝上的葉螺旋狀散生，短枝葉數十枚簇生，葉平展時如銅錢，故名金錢松。花單性，雌雄同株；雄球花蓇葖狀，數個或十餘個聚生在短枝的頂端，黃色，下垂；雌球花單生在短枝頂端；紫紅色，直立。毬果為卵圓形或倒卵圓形，長6-7.5厘米，成熟時淡紅褐色，種鱗中部木質，先端微凹或鈍，腹面基部有2種子；苞鱗長約為種鱗的1/4-1/3，邊緣有細齒。種子白色卵圓形，種翅三角披針形，淡黃色，有光澤。花期4-5月，果期10-11月。

## 分佈
分佈於海拔100-1500米以下的山地、針闊葉樹混交林中。产于大别山等地，分布江蘇、安徽、浙江、江西、福建、湖北、湖南、四川等。

## 藥用
根皮及近根樹皮入藥，中藥名為土荊皮。春、秋兩季採挖，剝取根皮，除去外粗皮，洗淨曬乾。含土槿皮酸、酚性成分、鞣質及色素。能抗真菌，抗生育，止血，對肝癌細胞有活性。性味功能辛，溫。殺蟲止癢。

## 外部連結
- 金錢松 Jinqiansong （页面存档备份，存于） 藥用植物圖像數據庫 (香港浸會大學中醫藥學院) （中文）（英文）
- 土荊皮 中藥材圖像數據庫  (香港浸會大學中醫藥學院) （中文）（英文）
- 土槿甲酸 Pseudolaric acid A （页面存档备份，存于） 中草藥化學圖像數據庫 (香港浸會大學中醫藥學院) （中文）（英文）
- 土槿乙酸 Pseudolaric acid B （页面存档备份，存于） 中草藥化學圖像數據庫 (香港浸會大學中醫藥學院) （中文）（英文）
- 土槿丙酸 Pseudolaric acid C （页面存档备份，存于） 中草藥化學圖像數據庫 (香港浸會大學中醫藥學院) （中文）（英文）
- YouTube上的

1. ↑  . 中国数字植物标本馆. （原始内容存档于2012-04-11）.
2. ↑  成泰苗圃 金錢松 （页面存档备份，存于）